# Bathyconchoecia hardingae
Bathyconchoecia hardingae är en kräftdjursart som beskrevs av Deevey 1975. Bathyconchoecia hardingae ingår i släktet Bathyconchoecia och familjen Halocyprididae. Inga underarter finns listade.